# 多枝拟兰
多枝拟兰（学名：Apostasia ramifera）为兰科拟兰属下的一个种。

## 扩展阅读
- 維基物種上的相關：多枝拟兰